# Metaciklin
Metaciklin je semisintetički antibiotik širokog spektra dejstva koji je srodan sa tetraciklinima. On se izlučuje sporije od tetraciklina i održava efektivne nivoe u krvi tokom dužeg perioda.

## Spoljašnje veze
|  | Molimo Vas, obratite pažnju na važno upozorenje u vezi sa temama iz oblasti medicine (zdravlja). |